# Francesco Prosperi
Francesco Prosperi (Assisi, 16 maart 1906 - 10 juli 1973) was een Italiaans beeldhouwer.
Francesco Prosperi heeft onder andere de uit meerdere takken bestaande boomstronk gebeeldhouwd waarop het altaar rust van de crypte in de Basilica di Santa Maria degli Angeli te Assisi.